# 单机游戏
單機遊戲，一般指僅使用一台遊樂器或電腦就可以獨立運作的電子遊戲或電腦遊戲，相对于線上遊戲而言。近年來，由於網際網路的普及，為提供追加下載內容、多人連線對戰、防止盜版，許多單機遊戲已經支援網際網路功能。

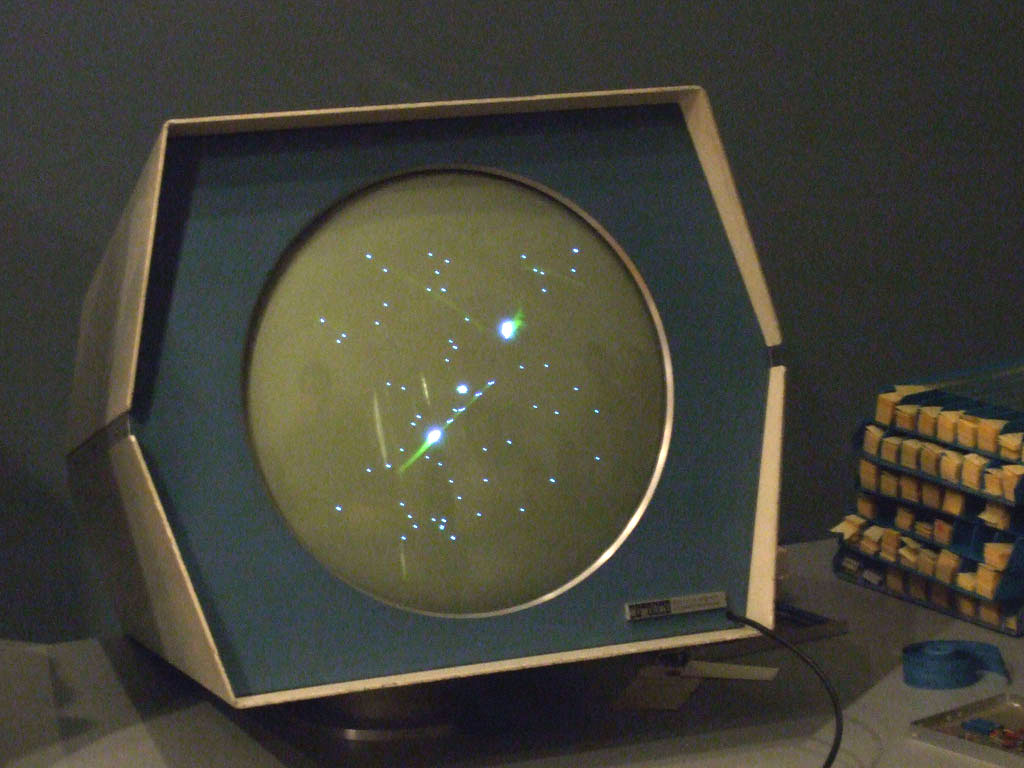
早期單機遊戲太空戰爭

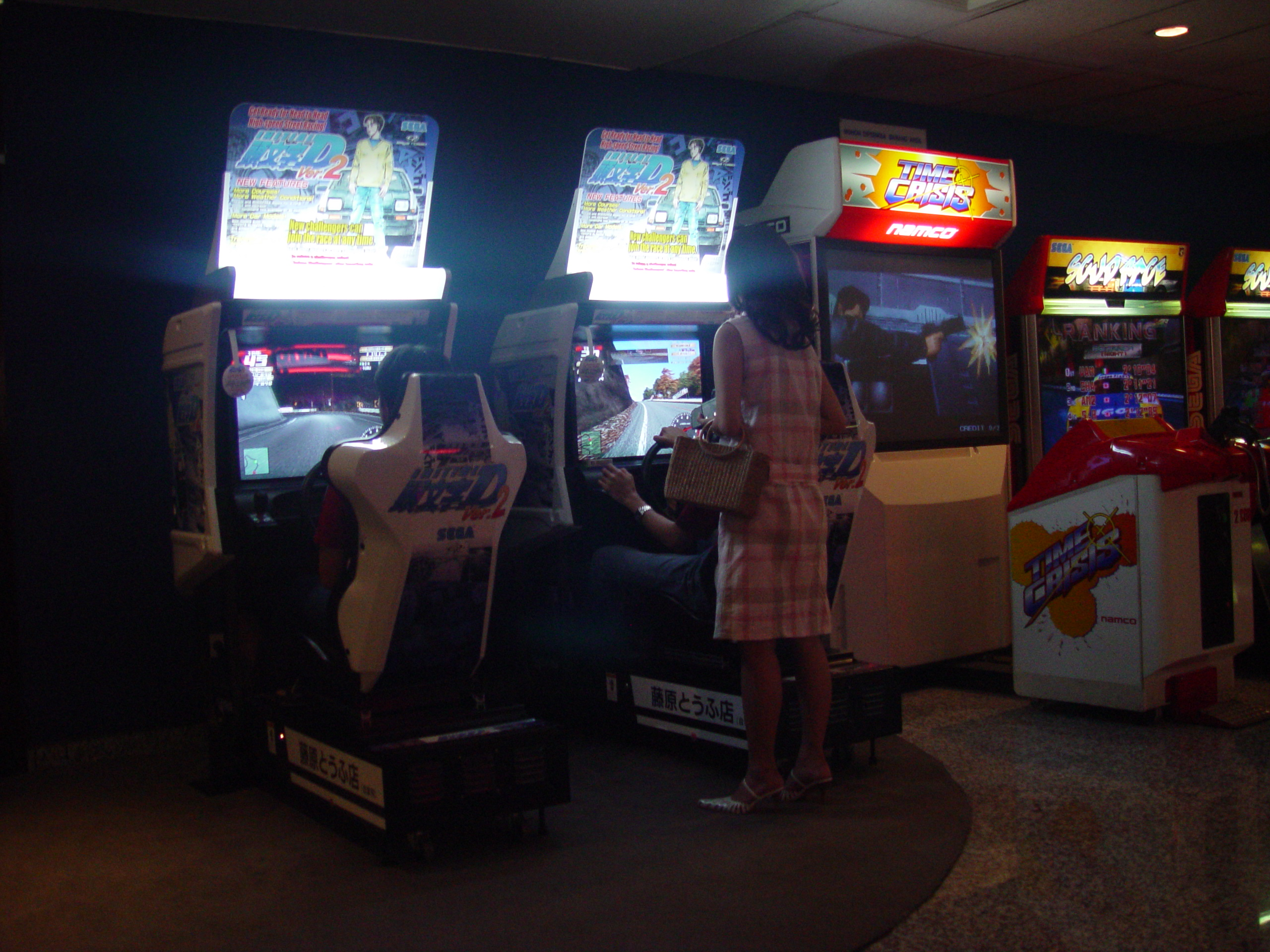
大型街機的單機遊戲

## 定義
以下所列之單機遊戲可能包括一機多人、指定IP遊戲室和區域連線之連線方式或網際網路功能。
- 狹義上的單機遊戲
  - 早期：指完全沒有線上遊戲功能者，只能在一台或多台相鄰的主機上執行，如：上古卷軸、闇龍紀元。
  - 目前：無須網際網路即可遊玩单人游戏模式（戰役、劇情等），或僅需連上網際網路更新、驗證身份即可遊玩，無須持續與伺服器連線者，如絕對武力、戰地風雲、決勝時刻、末日之戰。
- 廣義上的單機遊戲
  - 有單人模式，但存取遊戲或使用主要功能時，必須連上遊戲伺服器執行，如：暗黑破壞神III、模擬城市5。

## 類型
- 單人遊戲：最早出現的形式，有橫向操作遊戲及角色扮演遊戲，如俄羅斯方塊、仙劍奇俠傳、風色幻想。
- 雙人遊戲：包括雙人輪流操作與雙人同時操作。
  - 雙人輪流操作：單人控制一名角色的形式，玩家1必須完成遊戲或被判定失敗，玩家2才能開始，兩個人遊玩的內容相同或極為相似，如超級马里奥。
  - 雙人同時操作：雙人各自控制一名角色的形式，在同視窗中進行遊戲，分為即時制與回合制。在互動環境中，雙方互相影響。由於娛樂性高，大多數都受玩家喜愛。前者如橫向操作類（魂斗羅）、格鬥類（街頭霸王、小朋友齊打交）。
- 多人遊戲：通常由三人以上的玩家在同主機或鄰近主機使用區域連線遊玩，多數為合作及玩家對戰。

单机游戏可以在局域网或遊戲平台上进行对战，如：Origin、Steam、Uplay。

## 操作工具
- 鍵盤
- 滑鼠
- 手把
- 方向盤（部分遊戲）

## 人工智慧
非玩家角色，通常由電腦自動控制，稱為機器人(BOT或NPC)。
早期遊戲中的機器人無高度智慧，現在部分遊戲可設定其難易度，不過大多使用固定腳本，如Lua、LISP。
對即時戰略遊戲而言，人工智慧相當重要，過弱或過強都會影響遊戲的娛樂性與平衡性。

## 秘技
多數單機遊戲在製作時，都被程式設計者寫入特殊的隱藏一功能，此種功能需要透過以下方式觸發：
- 完成遊戲
- 集齊特定或全部裝備
- 輸入特定字串
- 在特定條件下完成某目標

較常見的秘技功能如：無敵、無限生命、一擊必殺、裝備或道具應用、金錢無限、特殊能力（如跳躍極高或跑步極快）、藝術效果改變。

## 相關
- 電子遊戲
- 電腦遊戲
- 秘技